# Mac Blu-ray Player
Mac Blu-ray Player（マック ブルーレイ プレーヤー）は、macOSをオペレーティングシステムとするMacで動作する、Blu-ray Disc再生対応のメディアプレーヤーである。Mac OS X（後のmacOS）においては初のBlu-ray再生アプリケーションソフトとなる。多くのコーデックに対応する。VLCのオープンソースとして利用し、VLCのバグも多く修正されている。有料ソフトウェアであるが、一部機能制限があるものの無償で試用が可能である（オンラインでライセンスコードが購入可能。またはパッケージ版も販売されている）。

## 概要
発売元はMacgo MINTERNATIONAL LIMITED。2011年7月8日より配布が開始された。名称はMacgo Mac Blu-ray Player Standard版。最初のバージョンで使用されたアイコンは丸い銀色のコントローラーを象ったものであったが、その後のバージョンで四角の青いスタートボタンに似た意匠へ変更されている。操作画面のデザインは青色と灰銀色がメインで、シンプルなデザインである。当初配布されたバージョン1.0にはバグが存在し、急遽バージョン1.01のアップデートが行われたこともあった。配布開始後の3ヶ月間は無料体験期間であり、正式の販売日は2011年10月1日となる。また、Microsoft Windowsで動作するMacgo Windows Blu-ray Player（Macgo Win Blu-ray Player） Standard版も発売されている。
2016年12月Macgo Mac Blu-ray Player Pro版がリリースされた。Macgo Mac Blu-ray Player Pro 版はブルーレイディスク、isoファイル及びBDMVフォルダーの再生に最適なエンターテインメント用ソフトである。Macgo  Blu-ray Player Standard版よりMac Blu-ray Player Pro版は4k UHDビデオ再生とオーディオ品質が改良されており、ブルーレイメニューに完全対応している。
なお、Blu-ray Discドライブを搭載しないMacでBlu-ray Discを再生するには、Blu-ray Discドライブを別途用意する必要がある。USB2.0以上、またはFirewire接続で、2倍速以上のBlu-ray Discドライブが必要とされている。

## 特徴
Mac Blu-ray Playerの最大の特徴はmacOSにおいて、Blu-ray Discの再生に初対応したことで、Macで市販のBlu-ray映画やBlu-ray ISOイメージなどを直接再生することができる（ただしインターネット接続が必須）。DVD・DVD ISOイメージ・MP4・FLV・MKV・MP3などの動画・音声形式にも対応している。
最初のバージョンではCPUへの負担が大きい、Blu-rayの再生が不安定、DTS音声対応されていないなどの問題があったものの、その後のバージョンで改善された。現在は高精細のビデオ出力とオーディオ出力にも対応している。
操作画面はApple製ソフトウェアのシンプルなデザインを踏襲し、最低限のボタンでメディアプレーヤーとしてのユーザインタフェースが実現されている。ユーザーは複雑な操作を必要とせず、簡単にBlu-rayを再生できるとしている。
また、Macgo Mac Blu-ray Player Pro 版はブルーレイメニューに完全対応している。

## 現行製品
- Macgo Mac Blu-ray Player 3.3.20[2]
- Macgo Mac Blu-ray Player Pro 3.3.20
- Macgo Free Mac Media Player 2.17.2
- Macgo Free （Windows） Media Player 2.17.2

### 動作環境
2012年以降発売のIntel Mac（iMac、Mac Pro、Mac mini、MacBook Pro、MacBook Air）に対応。なお、CPUはIntel Core i5 以上が推奨されている。 
- Mac Blu-ray Player Standard版　 対応するmacOSのバージョンはMac OS X v10.7 Lion、OS X v10.8 Mountain Lion、OS X 10.10 Yosemite  、OS X10.11 El Capitan、macOS 10.12 Sierra、macOS 10.13 High Sierra、macOS 10.14 Mojaveとなる。

なお、macOS 10.15 Catalina以降は64bitアプリのみの動作となるため、32bitアプリの動作に対応するmacOSか仮想環境などでの利用に限られる。
- Mac Blu-ray Player Pro版　対応するmacOSのバージョンはMac OS X v10.7 Lion、OS X v10.8 Mountain Lion、OS X 10.10 Yosemite  、OS X10.11 El Capitan、macOS 10.12 Sierra、macOS 10.13 High Sierra、macOS 10.14 Mojave、macOS 10.15 Catalina、macOS 11.0 Big Surとなる。

### 対応メディアフォーマット
- Blu-ray Disc、DVD、ビデオCDの各ディスク、およびISOイメージ再生
- MOV、MKV、AVI、FLV、WMV、MP4、MPEG、RMVBの各ビデオファイルフォーマット
- MP3、WMA、AAC、AC3の各音声ファイルフォーマット

なお、CPRMが施されたDVD、地デジや衛星放送など暗号化されたBDには非対応である。